# Saint-Vaast-de-Longmont
Saint-Vaast-de-Longmont è un comune francese di 631 abitanti situato nel dipartimento dell'Oise della regione dell'Alta Francia.

## Società

### Evoluzione demografica
Abitanti censiti